# Абеле спелен
Абеле спелен (нидерл. abele spelen — букв. благородные пьесы — искусные, серьёзные или изящные пьесы) — один из ранних образцов западноевропейской светской средневековой  драмы и самый ранний на нидерландском языке. Название подчёркивает их светскость, в противовес церковным пьесам религиозного характера.

Миниатюра из «Хюльтемской рукописи»

Миниатюра к одной из абеле спелен в «Хюльтемской рукописи»

## История и содержание
До наших дней дошли четыре абеле спеле: «Эсморейт» (нидерл.  Esmoreit),  «Глориант» (нидерл. Gloriant), «Ланселот Датский» (нидерл. Lanseloet van Denemarken) и «О зиме и о лете» (нидерл. Van den winter ende van den somer), созданные неизвестным автором предположительно во второй половине XIV века (около 1350 года). Все они вошли в рукопись, датируемую 1410 годом, которая была найдена в 1811 году Шарлем ван Хюлтемом (1764—1832, Charles van Hulthem) и поэтому впоследствии названа «Хюлтемской» (нидерл. Hulthemse Handschrift). Она также содержит 6 фарсов (нидерл. sotternie) о нравах крестьян и горожан (предположительно  всего было шесть Абеле спеле по числу фарсов, но две возможно утрачены). Сейчас манускрипт хранится в Брюсселе в Королевской библиотеке Бельгии (код hs. 15.589-623).
Для этих пьес свойствен высокий уровень художественной и драматургической техники. В каждой из них есть лирическая, любовная тема в духе куртуазной любви (нидерл. hoofse liefde). В них фигурируют четыре пары влюблённых:  Эсморейт и Дамиет, Глориант и Флорентина, Ланселот и Сандрина, Зима и Лето.  Гуманистическим пафосом выделяется «Ланселот Датский» — о трагической любви знатного рыцаря к девушке из народа. Пьеса «О зиме и о лете» ближе к нравоучительному аллегорическому жанру и предваряет театр редерейкеров.

## «Эсморейт»
Содержит 1018 рифмованных строк. Названа по имени главного мужского персонажа Эсморейта, кронпринца Королевства Сицилия. За ней следует фарс под названием «Липпейн»  (нидерл. Lippijn) из 199 строк.

### Действующие лица
- Robbrecht — Роббрехт, племянник короля Сицилии
- Meester — Мастер Платус, управляющий двором короля Дамаска
- de coninc — король Дамаска
- de jonge (jonc)vrouwe Damiët — Дамиет, дочь короля Дамаска
- de kersten coninc/sijn vader — христианский король Сицилии
- de vrouwe/sine moeder — королева Сицилии/мать Эсморейта
- de jonghelinc — Эсморейт, кронпринц Сицилии, выросший при дамасском дворе.

### Сюжет
Эсморейт — кронпринц Сицилии. Его рождение беспокоит кузена Роббрехта, до этого бывшего наследником престола. Тот решает убить Эсморейта.
При дамасском дворе пророчество гласит, что чужеземный принц убьёт короля (Дамаска) и женится на его дочери Дамиет. Тогда король решает найти такого принца, чтобы вырастить его при дворе как своего сына и таким образом избежать убийства. С этим  заданием он посылает Платуса. На Сицилии тот встречает Роббрехта, который пытается убить Эсморейта, утопив в колодце. Платус выкупает ребёнка за тысячу фунтов золота и привозит его в Дамаск. Роббрехт обвиняет королеву в убийстве сына и король, будучи в крайней скорби, заключает её в тюрьму.
Король Дамаска отдаёт Эсморейта на попечение Дамиет, сказав ей, что тот оставлен родителями.
Много лет спустя… Эсморейт узнаёт, что Дамиет ему не сестра и  влюблена в него. Эсморейт тоже влюбляется, но Дамиет не может ответить на его чувство, так как считает, что тот из более низкого сословия. Также он узнаёт, что не оставлен, и отправляется на поиски родителей. Когда Эсморейт прибывает на Сицилию, он открывает своё настоящее происхождение: королева, которая всё ещё в заточении, узнаёт  одежду, в которой он был найден. Король и королева снова вместе, но Роббрехта кара ещё не постигла.
В это время Дамиет, будучи не в силах  оставаться без Эсморейта, следует за ним. Она уезжает с Платусом, переодевшись паломницей. Встретив Эсморейта на Сицилии, она обретает великую радость: тот знакомит Дамиет со своим отцом, который оставляет трон в пользу сына. Платус узнаёт в Роббрехте человека, у которого он выкупил Эсморейта. Роббрехт казнён на виселице.  Эсморейт и Дамиет играют свадьбу.

## «Глориант»
Пьеса содержит 1142 рифмованные строки и  названа по имени главного мужского персонажа — Глорианта, герцога Брюйсвейкского. За ней следует фарс «Бускенблазер» (нидерл. Buskenblaser).

### Действующие лица
- Gheraert (Жерар, дядя герцога Глорианта)
- Godevaert (Годварт, друг герцога Глорианта )
- Gloriant (Глориант, герцог Бруйсвейкский)
- Florentijn die maghet (Флорентина, дочь Роделиона)
- Rogier (Роже, слуга Флорентины)
- Rode Lioen (Роделион, властитель Абеланта)
- Floerant (Флорант, кузен Роделиона)
- De Hangdief (палач)

### Сюжет
Глориант — герцог Брюйсвейкский и убеждённый холостяк. Его родственники Жерар и Годварт уговаривают его жениться, так как ему необходим наследник, но Глориант не торопится.
Флорентина, дочь Роделиона из Абеланта, прослышала о Глорианте и отправляет ему со слугой Роже свой портрет. Увидев его, герцог тот час  влюбляется во Флорентину, но возникает препятствие — родственники теперь не убеждены в возможности их женитьбы, так как отец Глорианта убил несколько родичей Роделиона во время крестового похода. Из-за этого Глорианту сложно ожидать доброго  приёма. Несмотря на это, Глориант едет в Абелант, чтобы добиться Флорентины. Они встречаются в саду возле дворца и объясняются в любви. Они решают бежать в ту же ночь. Сломленный усталостью Глориант засыпает на коленях у Флорентины. Флорант, кузен Роделиона застаёт их там. Он забирает меч Глорианта и выдаёт их.
Роделин в ярости и бросает Глорианта и Флорентину в тюрьму, чтоб погубить их. Верному Роже удаётся освободить Глорианта и спрятать его в лесу. Он ведёт рискованную двойную игру и идёт к Роделиону, чтобы посоветовать тому обезглавить Флорентину немедля. Так как она отреклась от своей веры ради христианства, он соглашается. Буквально за миг до её смерти появляется Глориант, убивает Роделиона и увозит Флорентину в Брюйсвейк, чтобы жениться на ней.

## «Ланселот Датский»
Пьеса содержит 925 рифмованных строк. За ней следует фарс «Ведьма» (нидерл. Die Hexe).

### Действующие лица
- Lanseloet (Ланселот)
- Sanderijn (Сандрина)
- Sine moeder (мать Ланселота)
- Een ridder (рыцарь, муж Сандрины)
- Reinout (Рено, слуга Ланселота)
- Des ridders warande huedere (садовник рыцаря)

### Сюжет
Дворянин Ланселот влюблён в юную девушку Сандрину. Он пытается соблазнить её, но та боится, что из-за низкого происхождения не сможет выйти замуж за Ланселота. Его мать хочет положить конец этому роману и полагает, что любовь Ланселота пройдёт, как только он овладеет Сандриной. Она придумает план взять с Ланселота обещание, что тот позволит Сандрине уйти навеки после ночи с ней. Ланселот соглашается. Сандрина чувствует себя униженной и преданной, и покидает двор. После долгих странствий она встречает благородного рыцаря, который женится на ней, несмотря на то, что та обесчещена.
Ланселот теперь понимает, как подло поступил с Сандриной. Он всё ещё влюблён и посылает на поиски своего слугу Рено. Когда тот находит её, она говорит, что никогда не покинет мужа ради Ланселота.
Пытаясь уберечь хозяина от страданий, Рено сообщает тому, что Сандрина умерла. Ланселот сначала не верит, но, увидев доказательства встречи, осознаёт, что Сандрина для него навсегда потеряна. Ланселот умирает от горя и безответной любви.

## «О зиме и о лете»
Пьеса содержит 625 рифмованных строк. За ней следует фарс «Руббен» (нидерл. Rubben).

### Действующие лица
- Венера, богиня любви
- Зима
- Лето
- Loiaert (Лойарт, на стороне Зимы, лентяй)
- Moyaert (Мойарт, на стороне Лета, щёголь)
- Clappaert (Клаппарт, на стороне Зимы,  болтун)
- Bollaert (Болларт, на стороне Лета, хвастун)
- Die Cockien (бродяга)

### Сюжет
Главные персонажи — Зима, Лето и их компаньоны — ведут горячий спор о том, какое из этих двух времён года  важнее для любви. Каждый убеждён, что он: Зима из-за долгой ночи, подходящей для любовной игры; Лето — потому что это «счастливая пора для счастливых сердец». В порыве страстей они решают сразиться на дуэли, чтобы выяснить, кто прав. Каждый жаждет победы, чтоб навек друг от друга избавиться.
Пока они готовятся, Мойарт бежит к богине Венере за помощью, так как в итоге всё происходит из-за любви. Венера разнимает их, к чему в начале те отнеслись с неудовольствием. В конце концов, они уступают из уважения к ней.
Венера обращает внимание на то, что оба времени года одинаково важны и что они не могут друг без друга.
А проигравший лишь один — бродяга, который хотел, чтоб победило Лето.

## Издания
- Middelnederlandsche dramatische poëzie, Leiden, 1907
- Lanseloot van Denemarken, Zwolle, 1907
- Esmoreit, Groningen, 1910.